# Tathāgatagarbhasūtra
Tathāgatagarbha sūtra (Sutra del Tathāgatagarbha; o meglio Tathāgatagarbhanāmavaipulyasūtra; cinese 大方等如來藏經 pinyin Dàfāngděngrúláizàngjīng; giapp. Daihōdōnyoraizōkyō; tib. དེ་བཞིན་གཤེགས་པའི་སྙིང་པོའི་མདོ།,De-bzhin gshegs-pa'i snying-po'i mdo) è il primo sutra buddista mahāyāna che presenta in modo compiuto la dottrina del tathāgatagarbha. 
La sua versione sanscrita è andata perduta e si pensa sia stata redatta all'inizio del III secolo. 
Fu tradotto in cinese da Buddhabhadra (佛陀跋陀羅; 359–429) nel IV secolo con il titolo 大方等如來藏經  al T.D. 666, e da Amoghavajra (不空; 705–774) nell'VIII secolo con il titolo 大方廣如來藏經 al T.D. 667.
Nel Canone tibetano è conservato nel Kangyur al Toh. 258, la traduzione è attribuita a Śakyaprabha e Yeshe De.
La sua versione sanscrita è andata perduta e si pensa sia stata redatta all'inizio del III secolo. L'unico testo in lingua sanscrita che conserva alcune sue citazioni è il Ratnagotravibhāga.

## Ambientazione e dottrine
Sono trascorsi dieci anni dall'illuminazione (abhisaṃbuddha) del Buddha Śākyamuni, quando durante l'assemblea sul Gṛdhrakūṭaparvata alla presenza di migliaia di monaci, di bodhisattva e di esseri celesti, una miriade di fiori di loto appaiono nel cielo. Ogni fiore di loto aperto conserva al suo interno l'immagine del Buddha nella posizione del loto (paryaṅka). Ma ecco che, grazie al potere del Buddha (adhiṣṭhāna), progressivamente questi fiori di loto iniziano ad appassire, fino a marcire (durgandha) ma, nonostante il progressivo processo di degenerazione del fiore, l'immagine del Buddha conservata al loro interno rimane inalterata nel suo splendore e nella sua purezza.
Il bodhisattva-mahāsattva Vajramati (金剛慧, "Saggezza Adamantina") chiede al Buddha il significato di questo accadimento e il Beato risponde con nove similitudini:
1. Ogni essere senziente conserva al suo interno un buddha splendente anche quando il rivestimento di questo buddha degenera a seguito delle afflizioni (kleśa).
2. Come un favo di miele è circondato da un nugolo di api, così il buddha, che è negli esseri senzienti, è circondato, ma non contaminato, dalle afflizioni. Allo stesso modo dell'apicoltore che sposta le api per raccogliere il miele, così il Buddha rimuove le afflizioni per far emergere il buddha celato in ogni essere senziente.
3. Come un chicco è racchiuso nella pula, così un buddha è racchiuso nelle sue afflizioni.
4. Come la presenza di un pezzo d'oro nascosto nel letame può essere rivelata da un dio, allo stesso modo il buddha  nascosto dalle afflizioni in ogni essere senziente rimane sconosciuto fino a quando un Buddha non ne rivela la presenza.
5. Come un tesoro sepolto sotto la casa di un uomo povero rimane a lui sconosciuto, lasciandolo nella convinzione di essere indigente, così  la natura di buddha è profondamente celata in tutti gli esseri senzienti i quali ignorano la sua presenza, e vagano nel doloroso saṃsāra. Ma il  Buddha scorge negli esseri senzienti la loro reale natura di buddha e insegna loro a rinvenire tale tesoro.
6. Come nascosto all'interno di un frutto vi è un seme il cui germoglio genererà un albero, così il Buddha vede il corpo di un buddha all'interno degli esseri senzienti e il suo insegnamento ha lo scopo di liberare costoro dalle "bucce" dei kleśa.
7. Come l'immagine del Buddha ricoperta di gioielli ma avvolta in uno cencio putrido rimane inosservata sul ciglio di una strada in un luogo pericoloso finché non viene additata alle persone da un dio che ne scorge il vero valore per mezzo dei suoi poteri soprannaturali, così il corpo di un buddha avvolto nelle afflizioni è scorto solo dal Buddha.
8. Come una donna brutta e indigente custodisce nel ventre un nascituro che, a sua insaputa, diverrà un imperatore dell'universo (cakravartin) rimanendo afflitta per le sue condizioni, così gli esseri senzienti conservano al loro interno un buddha rimanendo afflitti nel doloroso saṃsāra.
9. Come delle statue d'oro rimangono celate all'interno di uno stampo di argilla annerita fino a quando il suo scultore ne rompe lo stampo con un martello, così la conoscenza di un buddha resta invisibile per via delle afflizioni fino a quando un Buddha insegnando il Dharma non le rimuove.

Il sūtra prosegue con la narrazione delle gesta del Buddha *Sadāpramuktaraśmi (Colui che eternamente dona la luce, * indica che il nome è ricostruito e non attestato) e del bodhisattva *Anantaraśmi. Il Buddha *Sadāpramuktaraśmi per infiniti eoni precedenti aveva già predicato il Tathāgatagarbhasūtra a beneficio degli esseri senzienti (sattva), su richiesta del bodhisattva  *Anantaraśmi. Lo stesso Buddha Śākyamuni spiega di averlo ascoltato nelle sue esistenze precedenti quando ancora era un bodhisattva. 
A questo punto il discepolo Ānanda chiede allo Śākyamuni da quanti buddha occorre ascoltare la predicazione di questo sūtra prima di raggiungere la "perfezione" (niryāta), il Buddha gli risponde che questo varia da un minimo di un centinaio fino a miriadi di volte.
Il sūtra termina con l'elencazione dei meriti che si acquisiscono leggendo e diffondendone il testo.